# Gorgonidia vulcania
Gorgonidia vulcania là một loài bướm đêm thuộc phân họ Arctiinae, họ Erebidae.